# Ємельяновичі (Калузька область)
Ємельяновичі (рос. Емельяновичи) — присілок в Куйбишевському районі Калузької області Російської Федерації.
Населення становить 79 осіб. Входить до складу муніципального утворення Присілок Високе.

## Історія
Від 2004 року входить до складу муніципального утворення Присілок Високе.

## Населення
| 2002 | 2010 |
| ---- | ---- |
| 79   | →79  |